# Xã Siloam Springs, Quận Howell, Missouri
Xã Siloam Springs (tiếng Anh: Siloam Springs Township) là một xã thuộc quận Howell, tiểu bang Missouri, Hoa Kỳ. Năm 2010, dân số của xã này là 757 người.